# Bernadett Temes
Bernadett Temes (* 15. Mai 1986 in Győr) ist eine ungarische Handballspielerin.

## Karriere
Bernadett Temes spielte in Ungarn zunächst bei Széchenyi FSC Győr. Ab 1999 lief sie für Győri ETO KC auf, mit dem sie 2005 und 2006 Meisterin wurde und 2005, 2006 und 2007 den Pokal gewann. Im Januar 2008 wechselte sie zu VSC-Aquaticum. Danach lief die 1,77 Meter große Rückraumspielerin für Dunaferr NK und SYMA-Vac auf, bevor sie 2011 nach Österreich wechselte. Dort gewann sie mit Hypo Niederösterreich 2012 und 2013 Meisterschaft und Pokal. Im Dezember 2013 schloss sie sich dem deutschen Bundesligisten TuS Metzingen an. Ab dem Sommer 2016 lief sie für den ungarischen Verein Ipress Center Vác auf. Eine Spielzeit später schloss sie sich dem Ligakonkurrenten Alba Fehérvár KC an.
Temes bestritt bisher 28 Länderspiele für die ungarische Nationalmannschaft, mit der sie an der Europameisterschaft 2010 teilnahm.